# Panda Security
Panda Security SL, прежде Panda Software — компания, работающая в сфере компьютерной безопасности, основана в 1990 году бывшим руководителем Panda Микелем Уризарбаррена (Mikel Urizarbarrena) в городе Бильбао, Испания. Первоначально компания была ориентирована на производство антивирусного программного обеспечения, впоследствии она расширила линейку своих продуктов за счет приложений, включающих в себя файервол, приложений по обнаружению спама и шпионского ПО, технологии по предотвращению киберпреступлений, а также других систем управления и утилит безопасности для домашних и корпоративных пользователей.
Продукты Panda содержат средства безопасности для домашних и корпоративных пользователей, включая защиту от киберпреступников и различных видов вредоносных программ, которые способны нанести вред IT-системам, например, спам, хакеры, шпионы, дозвонщики и нежелательный веб-контент, также как и обнаружение WiFi-вторжений. Её зарегистрированная технология под названием TruPrevent представляет собой набор проактивных инструментов, предназначенных для блокировки неизвестных вирусов и вторжений. В 2007 году Panda выпустила новую модель безопасности под фирменным названием Collective Intelligence, которая использует технологии grid computing для сбора и обнаружения вредоносных программ.
Недавно Panda представила на рынке новые решения, предоставляющие безопасность «из облака» благодаря своей запатентованной технологии Коллективный разум (Collective Intelligence), которая представляет собой автоматизированную систему сканирования, классификации и дезинфекции для борьбы с новыми IT-угрозами.

## О компании

### Обзор
В 2005 году Panda Security была четвёртым в мире производителем антивирусных решений с долей рынка 3,2 %. Компания, которая раньше на 100 % принадлежала Уризарбаррена (Urizarbarrena), 24 Апреля, 2007 года анонсировала продажу 75%-ной доли Южно-Европейской инвестиционной группе Investindustrial и частной компании Gala Capital. 30 июля, 2007 года компания изменила своё название с Panda Software на Panda Security, а Уризарбаррена (Urizarbarrena) передал управление Хорхе Динаресу Jorge Dinares. Спустя год, 3 июня 2008 года, совет директоров проголосовал за снятие с должности Динареса (Dinares) и назначение на его пост Хуана Сантану (Juan Santana), занимавший на тот момент должность CFO.
Panda Software имеет клиентов в более чем 200 странах мира, её офисы расположены в более 50 странах мира, включая Уругвай, США, Канаду, Германию, Китай, Великобританию, Францию, Таиланд, Грецию, Финляндию, Данию, Швецию, Норвегию, Перу, Болгарию, Пакистан, Польшу, Турцию, Словакию, Словению и Швейцарию. В 2003 году Panda Software открыла свои представительства в Японии, Аргентине, Корее и Австралии.
Panda Security оценивается аналитиками Gartner в качестве технологического инноватора. Среди технологических вех компании следует отметить, что она первой выпустила системы безопасности, основанные на концепции SaaS (Security as a Service), или антивирусные решения, которые предоставляют защиту «из облака» (cloud computing). Они основаны на модели безопасности, называемой в Panda Коллективным разумом (Collective Intelligence), представленной на рынке в 2007[8] году
По словам CEO компании, основное преимущество, которое предоставляет данная модель безопасности, заключается в том, что она позволяет автоматизировать процессы сканирования угроз вместо ручного сканирования, применяемого другими компаниями], делая быстрее и более эффективными процессы обнаружения вредоносных программ.
25 марта 2022 года национальный партнер компании Panda Security в России и странах СНГ сообщил, что в связи с наложенными на Россию санкциями со стороны США и Евросоюза, штаб-квартира компании Panda Security и её материнская компания WatchGuard, без предварительного официального уведомления приняли решение временно приостановить предоставление клиентам всех сервисов на территории России и Белоруссии.
Panda Security имеет филиалы в США, Германии, Австрии, Бельгии, Нидерландах, Франции, Великобритании, Швеции, Испании и Японии. В дополнение к этому, компания имеет свои представительства, работающие по франшизе, в 44 странах мира, а также клиентов, расположенных в 200 странах мира.
Panda Security в антивирусной индустрии конкурирует со многими компаниями, среди которых следует отметить Symantec Corp, Лаборатория Касперского, McAfee Inc и Trend Micro Inc.

## Продукты

### Бесплатные продукты
- Panda Free Antivirus[10]
- Panda Cloud Antivirus FREE — бесплатный «облачный» антивирус, предназначенный для защиты от вирусов, шпионов, руткитов и рекламного ПО[11] (на ранней бета-стадии). Panda Cloud Antivirus работает на основе Коллективного разума — системы, которая значительно увеличивает уровень обнаружения, не влияя на производительность компьютера.
- Panda Antirootkit
- Panda USB Vaccine

### Домашние продукты
- Panda Antivirus Pro 2012 (содержит: антивирус, антишпион, антифишинг, антируткит, файервол)
- Panda Internet Security 2012 (содержит: антивирус, антишпион, антифишинг, антируткит, файервол, антиспам, родительский контроль)
- Panda Global Protection 2012 (содержит: антивирус, антишпион, антифишинг, антируткит, файервол, антиспам, родительский контроль, оптимизацию работы системы, резервирование данных backup)
- Panda Antivirus for Netbooks (содержит: антивирус, антишпион, антифишинг, антируткит, файервол)
- Panda ActiveScan 2.0
- Panda Security for Linux

### Корпоративные продукты
- Panda Security for Business
- Panda Managed Office Protection
- Panda Managed E-mail Protection
- Panda Malware Radar (бесплатный)

### Сетевые устройства
- GateDefender Performa
- GateDefender Integra

## Технологии TruPrevent
TruPrevent, которая была анонсирована в 2003 году, является набором технологий, разработанных компанией Panda Security для проактивной защиты домашних и корпоративных компьютеров, в противоположность традиционным антивирусным продуктам, которые предоставляют реактивную защиту.
Технологии Truprevent предлагают генетическую защиту от многих угроз, в большинстве своем применяющихся для создания новых вредоносных программ, а также политики и правила, разработанные на основе новых уязвимостей, которые появляются каждый день.
В 2007 году лаборатория PandaLabs обнаружила в среднем за день 3000 новых штаммов вредоносных программ, а в 2009 году это значение увеличилось до 35000, Panda Security решила разработать систему защиты, которая смогла бы автоматически обнаруживать, сканировать и классифицировать вредоносные программы в режиме реального времени. Эта модель безопасности, презентованная в 2007 году, была названа «Коллективный разум (Collective Intelligence)», и она является базисом для новых решений, которые предлагают безопасность «из облака».
Данная технология была внедрена в антивирусные продукты 2009 и 2010 для домашних пользователей, а также в новый продукт Panda Cloud Antivirus, который компания назвала первым в истории антивирусом, предоставляющим защиту «из облака»
Эти антивирусные продукты содержат только информацию об образцах вредоносных программ, которые являются причиной большинства инфекций в настоящее время, в то время как остальная информация хранится в базе знаний Panda. Антивирус при необходимости подключается к этой базе знаний. Данная система разработана для того, чтобы предлагать в режиме реального времени защиту от тысяч образцов новых вредоносных программ, использование же базы знаний всего сообщества пользователей позволяет предлагать дополнительную защиту и значительно снизить использование ресурсов компьютера.